# Driebondsbos
Het Driebondsbos is een bos aan de rand van Groningen. 
Het smalle maar gevarieerde bos ligt ingeklemd tussen de Driebondsweg (wat de naam van het bos verklaart) en het Eemskanaal. Bij het baggeren en verbreden van dit kanaal in 1963 werd een deel van de grond gestort op de plek waar in de loop der jaren langzamerhand het Driebondsbos is ontstaan.
Het bos maakt deel uit van de Stedelijke Ecologische Structuur (SES), die als groene zone de verbinding vormt tussen de stad Groningen en de Ommelanden.
De toekomst van het bos was jarenlang onzeker, maar in 2022 werd door de lokale politiek besloten dat het behouden blijft. In 2025 werd bekend dat het bos zelfs zal worden uitgebreid, richting Meerstad en de Middelberterplas.